# サンヨーホームズ
サンヨーホームズ株式会社（英: Sanyo Homes Corporation）は、大阪市に本社を置く、戸建住宅やマンションの開発・販売などを行っている住宅メーカーである。それまでクボタ傘下だった住宅メーカー「クボタハウス（1969年設立）」の全株式を三洋電機が2002年（平成14年）に取得して発足した。創立52年（2021年現在）。

## 概要
東京証券取引所スタンダード市場上場の中堅住宅メーカーであり、プレハブ注文住宅事業およびマンション事業を中心に、リニューアル流通事業、賃貸住宅・介護福祉施設事業、リフォーム事業（サンヨーリフォーム）、ライフサポート事業（サンヨーホームズコミュニティにてマンション管理、家事代行、リハビリデイサービス、保育園運営）、サンヨーアーキテック（太陽光発電の販売、軽量鉄鋼のOEM供給、ベトナムでのマンション事業）などを手掛けている。住宅事業は関東・関西・中部・九州といった都市部で展開している。マンションの供給戸数は2020年1月時点で175物件 16,452戸。2020年度の売上高は約563億円。
前身であるクボタハウスは1969年（昭和44年）、軽量鉄骨造によるプレハブ住宅メーカーとして設立された。2002年（平成14年）、三洋電機が全株式を買収して三洋ホームズを設立、翌年には三洋エステートのマンション事業およびツーバイフォー住宅事業も統合された。その後、2006年（平成18年）3月にはオリックス、セコム、関西電力を新株主として迎えることになる。さらに、2008年（平成20年）4月になると、第三者割当増資を実施して、三洋電機グループから事実上独立する。2011年（平成23年）6月には、三洋電機が全株式を売却する一方、大手住宅設備機器会社のLIXILが新株主に名を連ねることになった。
クボタハウス時代から続く鉄骨構造のプレハブ住宅事業では、三洋電機傘下に入ってから電機メーカーの特長を活かして太陽光発電住宅や24時間空調システムなどを商品化している。三洋ホームズ設立以降、それまで事業展開していた北越などでは事業が行われなくなった。ベターリビングが提唱しているCHS住宅販売では、2002年に供給実績がトップになった。2007年には太陽光発電、オール電化、制震、緊急地震速報を全商品に標準搭載している。企業コンセプトは「ECO＆SAFETY」である。2022年2月環境省が推奨する『エコファースト制度』においてサンヨーホームズグループは『エコファースト企業』認定を受けた。2030年問題のCo2削減問題にグループを挙げて取り組み、サンヨーリフォームでは環境省認定の公的資格『うちエコ診断士』が多数登録されている。

### 三洋電機との関係悪化、解消へ
親会社であった三洋電機は2011年（平成23年）6月、三洋ホームズへの出資分（株式の19.9%）の全てを投資ファンド、アント・キャピタル・パートナーズ（東京都千代田区）に同月中にも約5億円で売却することで合意した。背景には三洋電機の親会社であるパナソニックも住宅メーカーのパナソニック ホームズを擁することや、三洋ホームズと三洋電機との取引額が年間約10億円程度と低調であることなどがあり、三洋ホームズはこれに先立つ同年3月31日をもって「SANYO」ロゴマーク使用を終了、翌日から「クローバーマーク」に変更するとともに、ブランド名を「サンヨーホームズ」に改称して、地元関西出身の子役タレント・芦田愛菜を起用した新たなテレビCMを放映し始めた が、他の多くの芦田愛菜を起用した他社CMに比べて圧倒的に放送量が少なかったためにCMおよびCI導入ともに認知度はかなり低い状況になっている。
2011年（平成23年）9月、資本関係がなくなった旧親会社の三洋電機から、子会社の三洋リフォームと三洋ホームズコミュニティとともに「グループ企業と誤解される恐れが強い」として「三洋」商号の使用差し止めを求める訴訟を大阪地裁に起こされた。2012年12月にサンヨーホームズ株式会社に商号変更し、子会社もサンヨーホームズコミュニティ株式会社・サンヨーリフォーム株式会社に商号変更している。

### 日本アジアグループによるTOB
2018年4月27日から同年6月12日まで日本アジアグループによるTOB（株式公開買い付け）が行われた。同年5月28日にサンヨーホームズは事業環境や事業コンセプトが違う（木造に対して鉄骨）などとして反対意見を表明。株価を1200円まで高騰させながら日本アジアはサンヨーホームズの株式の12.76％を取得した。
2020年1月31日にサンヨーホームズが日本アジアに対して自己株式立会外買付取引（ToSTNeT－3）を行い、一株704円で自己株式を取得。日本アジアの持ち分比率は0％となり、サンヨーホームズの主要株主から外れた。

## 沿革
- 1969年2月1日 - クボタハウス株式会社として設立。
- 1987年 - 三洋電機が株式会社三洋エステートを設立。
- 1995年 - 三洋電機が分譲マンション事業を開始。
- 1997年 - クボタがクボタリフォーム関西株式会社を設立。
- 2002年4月1日 - クボタが三洋電機へ当社株式を譲渡。これにより三洋電機の100%子会社となり、三洋ホームズ株式会社に商号変更（資本金30億円）。
- 2003年12月1日 - 三洋エステートの住宅事業（輸入住宅）とマンション事業を統合し、マンション事業本部を設立。
- 2006年3月1日 - オリックス、セコム、関西電力が資本参加。
- 2007年9月1日 - 太陽光発電、オール電化、制震、緊急地震速報を全商品に標準搭載。
- 2008年4月1日 - 第三者割当増資を実施し、資本金52億7200万円の自立経営体となる。
- 2009年 - マンション管理の三洋ホームズコミュニティ株式会社を設立。
- 2011年
  - 6月 - 三洋電機が全株式を手放す一方、LIXILが新株主となる。
  - 9月 - 旧親会社の三洋電機より、子会社の三洋ホームズコミュニティと三洋リフォームとともに「三洋」商号の使用差し止めを求める訴訟を大阪地裁に提起される[9] 。
- 2012年12月21日 - サンヨーホームズ株式会社に商号変更。子会社もサンヨーホームズコミュニティ株式会社・サンヨーリフォーム株式会社に商号変更。
- 2013年4月9日 - 東京証券取引所市場第2部に上場。
- 2014年
  - 4月9日 - 東京証券取引所市場第1部に指定替え。
  - 中部電力との共同出資により、暮らしのお役立ちサービスを提供する「e-暮らし株式会社」を設立。
- 2016年4月 - 海外事業初の現地拠点としてベトナム・ハノイ市に駐在員事務所を開設。
- 2017年3月 - 当社のリフォーム事業をサンヨーリフォームに統合。
- 2021年1月 - サンヨーホームズのフロンティア部門とサンヨーリフォームの施工部門を統合し、サンヨーアーキテック株式会社を設立。4月事業開始。

## 戸建事業の商品
軽量鉄鋼軸組工法。長期優良住宅。ZEH（ネットゼロエネルギー住宅）標準仕様。 耐震等級3。太陽光発電システム標準仕様。
- 軽量鉄骨で耐震性、メンテナンス性にこだわった家づくりをしており、制震システムが標準仕様
- 断熱性能を表す数値が「UA値0.50」と高い水準
- 軸組工法のため間取りを自由に計画しやすい。2階は内部に構造上の柱がないため、後から間取りを自由に変更できる
- 工場でおよそ7割を生産、現場での建て方は2～3日で立ち上がる
（柱や梁を組み立てボルト締め作業（溶接作業は現場では行わない）、予めサッシの嵌まった外壁をはめ込む）
- 会社の売上高はマンションと戸建て事業で半々だが、利益はマンション事業でほぼ賄われている為戸建てはある意味お買い得
- 大株主LIXILの住宅設備を安価に導入できる
- 殆んどCMをしていない為知名度が劣る
- 実を取る職人気質タイプのハウスメーカー

### 戸建の特徴詳細
75㎜角パイプ柱。梁高250㎜。水平変形量1/423。耐震等級3では1/634。柱の色は緑色、カチオン電着塗装。高減衰ゴム 制震ダンパー 採用。ハードロックナットを住宅業界で唯一採用。基礎ピースは溶融亜鉛メッキ12㎜厚ベースプレート。基礎コンクリート幅150㎜（2階建）、基礎高さ700㎜。水セメント比50％コンクリート採用。屋根は鉄骨トラス構造。外壁はフッ素コートサイディング、シーリングレス工法、カーテンウォール可動幅24㎜。外壁断熱は24Kグラスウールボード120㎜。屋根断熱はグラスウール10K300㎜。UA値 （外皮平均熱貫流率）0.50W/㎡・K。サッシはアルミ+樹脂ハイブリッド高断熱サッシ複層ガラス。構造30年保証、防水20年保証で都度更新。（2019年4月のカタログより）

### 商品シリーズ
life style KURASI'TE（ライフスタイルクラシテ）として暮らし手に合わせた9つの暮らしを提案している（2009年～2020年12月現在）。
1. 子育てしやすい暮らし
2. 家事がラクな暮らし
3. 趣味を楽しむ暮らし
4. 2世代・3世代の暮らし
5. ペットと住む暮らし
6. 二人を楽しむ暮らし
7. 集いを楽しむ暮らし
8. みんなにやさしい暮らし
9. スッキリ収納の暮らし

### 外観テイスト・インテリアテイスト
1. シックテイスト
2. モダンテイスト
3. カジュアルテイスト
4. ユーロテイスト
5. ジャパニーズモダンテイスト
6. トラディショナルテイスト

## マンション事業の商品シリーズ
- サンメゾン - ファミリー向けマンション
- ザ・サンメゾン - 最上級ハイグレードレジデンス
- サンフォーリーフタウン - 大規模複合街づくり開発（例：宝塚、桜ノ宮）
- サンリーノ - 既存マンションの一棟まるごとリノベーション
- サンミット - シニア（高齢者）向け分譲マンション
- サンマイン - 都市型コンパクトマンション

他社との共同事業などではネーミングはこの限りでない。関西電力が株主であることもありオール電化のマンションが多い。

## 受賞歴
- ハウス・オブ・ザ・イヤー・イン・エナジー2020にて6年連続優秀賞（特別優秀賞含む）受賞[11]。省エネ住宅特別優良企業賞も同時に受賞し、これは「特別優秀企業賞」を含め4年連続の受賞。
- キッズデザイン賞受賞（2016年子育てしやすい暮らし、2018年ここちshAir、2019年IoTで見守る暮らし）。
- グッドデザイン賞受賞（1999年戸建ディーセント、2001年戸建セレブ、2004年戸建ロギアタイプE、2009年マンションTheKitahama)。
- 大阪市ハウジングデザイン賞受賞（2009年マンションTheKitahama）。
- 大阪府都市緑化フェア実行委員会長賞受賞（2011年マンションサンマークスだいにち）。
- 品川区「みどりの顕彰制度」に基づく「緑化賞」受賞（2009年マンション ウエストレジデンス大崎）。
- 労働衛生管理活動が評価「厚生労働大臣表彰（努力賞）」受賞（2001年 枚方工場（現P&F本部））。

## 主な分譲開発地

### 大規模複合開発事業
- 2006年 サンマークスだいにち（大阪府守口市にてマンション1163戸、10.1ha、駅前複合都市プロジェクト、タワー4棟と板状3棟からなる。三洋電機跡地。2014年には近隣にサンマークス大日ステーションレジデンス竣工（マンション296戸）、2022年には159戸のシニアマンションが竣工予定。）
- 2015年 サンフォーリーフタウン宝塚（兵庫県宝塚市東洋町にてマンション188戸、戸建住宅57区画、商業施設との複合開発）

### 一団の分譲戸建住宅事業
- 2013年 スマeタウン・アーバン鶴見緑地（大阪市鶴見区にて戸建28戸、大阪市先導的都市型エコ住宅供給事業者として）
- 2015年 サンフォーリーフタウン宝塚（兵庫県宝塚市東洋町にてマンション188戸、戸建住宅57区画、商業施設との複合開発）
- 2015年 スマeタウン足立竹ノ塚（東京都足立区にてタウンハウス40戸）

タウンハウス - 連棟式建売区分所有住宅 。2～3階建で戸建に似ているが壁を境に隣戸と接している。
- 2017年 スマeタウン・アーバンコミュニティ桑名（三重県桑名市にてタウンハウス）
- 2018年 スマeタウン・アーバンコミュニティ桑名South（三重県桑名市にてタウンハウス12戸、日本初の低中層ZEH－M支援事業分譲部門に採択）

### シニア（高齢者向け）マンション事業
- 2010年 サンミット生駒ザ・ゲート（奈良県生駒市にて144戸、マンション内にレストラン・大浴場・娯楽施設、居宅介護支援事業所あり）
- 2015年 サンフォーリーフタウン桜ノ宮（大阪市都島区にて287戸、ファミリー向け183戸とシニア向け104戸からなる多世代共生型、レストランやリハビリ施設併設）
- 2020年 サンミットひたち野東ステーションフロント（茨城県牛久市にて226戸、 マンション内にレストラン・温泉・娯楽施設あり）

## 主な介護福祉・保育園事業
グループ運営のリハビリ型デイサービス（サンヨーホームズコミュニティ）
- 2013年 サンアドバンス緑ヶ丘（大阪府豊中市）
- 2015年 サンアドバンス 桜ノ宮（大阪市都島区、 サンフォーリーフタウン桜ノ宮マンションに隣接）

保育園事業（サンヨーホームズコミュニティ）
大阪府（14園）・兵庫県（企業型1）・滋賀県（3園）・愛知県（9園+企業型1）にあわせて28の保育園がある（2021年4月開園予定含む）
とくに2020年開園の名古屋市にある葵サンフレンズ保育園はファミリーマートの2階部分に併設されている。

## 主な事業所

### サンヨーホームズ
- 本社　〒550-0005 大阪市西区西本町1丁目4番1号（オリックス本町ビル8階）
- P&F本部（枚方工場）　〒573-0004 枚方市中宮大池3丁目30番1号

### 戸建住宅事業（リニューアル流通事業・賃貸福祉事業含む）の事務所
- 東京支店　〒102-0082 東京都千代田区一番町13番地3（ラウンドクロス一番町4階）
- 中部支店　〒464-0075 名古屋市千種区内山3丁目30番9号（nonoha千種7階）
- 大阪本店　〒550-0005 大阪市西区西本町1丁目4番1号（オリックス本町ビル7階）
- 大阪本店 福岡事業所　〒810-0004 福岡市中央区渡辺通2丁目4番8号（福岡小学館ビル8階）

### 戸建事業の展示場またはサロン＜関東圏＞
- 横浜展示場（首都圏南営業所）　〒220-0024　神奈川県横浜市西区西平沼町6-1（tvkハウジングプラザ横浜内）
- Best Life コンシェルジュサロン 船橋（首都圏東営業所）　〒273-0011　千葉県船橋市湊町1-1-1　朝日生命船橋湊町ビル5階
- Best Life コンシェルジュサロン 大宮（首都圏西営業所）　〒330-0801　さいたま市大宮区土手町1-62-1　ワコーレ大宮ビルⅡ 4階

### 戸建事業の展示場またはサロン＜名古屋圏＞
- 神宮展示場（名古屋南営業所）　〒456-0023　名古屋市熱田区六野2-1-3（新・神宮東中日ハウジングセンター内）
- Best Life コンシェルジュサロン 藤が丘（名古屋東営業所）　〒465-0048　名古屋市名東区藤見が丘6　セントラルスクエア 5階
- Best Life コンシェルジュサロン 岡崎（三河営業所）〒444-0044　愛知県岡崎市康生通南3-5　アドバンス・スクエア岡崎西館 2階
- Best Life コンシェルジュサロン 一宮（名古屋北営業所）〒491-0043　愛知県一宮市真清田1-3-18　グロリアス本町 6階

### 戸建事業の展示場またはサロン＜関西圏＞
- 千里展示場（北大阪営業所）〒565-0826　吹田市千里万博公園1-7（ABCハウジング千里住宅公園内）
- 花博展示場（京阪奈営業所）〒538-0037　大阪市鶴見区焼野1丁目南4番（花博記念公園ハウジングガーデン内）枚方へ移転
- Best Life コンシェルジュサロン　枚方（京阪奈営業所阪奈地区）〒573-0004　大阪府枚方市中宮大池3-30-1
- 伊丹展示場（兵庫営業所）〒664-0025　兵庫県伊丹市奥畑4-33（ABCハウジング伊丹昆陽の里住宅公園内）伊丹駅へ移転
- Best Life コンシェルジュサロン　伊丹（兵庫営業所伊丹地区）〒664-0858　兵庫県伊丹市西台1-1-1　伊丹阪急ビル5階
- 大津展示場（京阪奈営業所）〒520-0801　滋賀県大津市におの浜4-7-7（びわ湖大津プリンスホテル住宅博内）
- Best Life コンシェルジュサロン　京都（京阪奈営業所京滋地区）〒601-8047　京都市南区東九条下殿田町43番地　サラメルクリオA205
- Best Life コンシェルジュサロン　三ノ宮（兵庫営業所神戸地区）〒650-0032　兵庫県神戸市中央区伊藤町110-2　8Ｆ-17（伊藤町YANAGIDAビル）
- Best Life コンシェルジュサロン 堺東（南大阪営業所）〒590-0048 大阪府堺市堺区一条通11-21（河十ビル3階）

### 戸建事業の展示場またはサロン＜九州＞
- 大野城展示場（福岡第一営業所）　〒816-0956　福岡県大野城市南大利1-1-1（hitハウジングパーク大野城内）
- Best Life コンシェルジュサロン 福岡西（福岡第二営業所）　〒819-0014　福岡市西区豊浜1丁目2-1
- Best Life コンシェルジュサロン 久留米　（中九州営業所）〒830-0051　久留米市南1丁目24-10
- Best Life コンシェルジュサロン 北九州　〒807-0815　福岡県北九州市八幡西区本城東2丁目1-12
- Best Life コンシェルジュサロン 熊本　〒862-0954　熊本市中央区神水1-3-1
- 北九州クラシテサポートセンター　〒807-0804　福岡県北九州市八幡西区医生ヶ丘7-7

### マンション事業　事務所
- 本部　〒550-0005 大阪市西区西本町1丁目4番1号（オリックス本町ビル8階）
- 東京マンション支店　〒102-0082 東京都千代田区一番町13番地3（ラウンドクロス一番町4階）
- 中部マンション営業所　〒464-0075 名古屋市千種区内山3丁目30番9号（nonoha千種6階）
- 九州マンション営業所　〒810-0004 福岡市中央区渡辺通2丁目4番8号（福岡小学館ビル8階）

### サンヨーリフォーム　事務所
- リフォーム本社　〒550-0005 大阪市西区西本町1丁目4番1号（オリックス本町ビル7階）
- リフォーム東京支店　〒121-0814 東京都足立区六月1-29-4
- リフォーム中部支店　〒464-0075 名古屋市千種区内山3丁目30番9号（nonoha千種6階）
- リフォーム大阪支店　〒550-0005 大阪市西区西本町1丁目4番1号（オリックス本町ビル7階）
- リフォーム九州支店　〒810-0004 福岡市中央区渡辺通2丁目4番8号（福岡小学館ビル8階）

各支店営業拠点はHP参照　https://www.sanyoreform.co.jp/area/

### サンヨーホームズコミュニティ　事務所
- 本社　〒550-0005 大阪市西区西本町1丁目4番1号（オリックス本町ビル7階）
- 東京支店　〒102-0082 東京都千代田区一番町10番10（相模屋第3ビル6階）
- 中部事務所　〒464-0075 名古屋市千種区内山3丁目30番9号（nonoha千種6階）
- 九州事務所　〒810-0004 福岡市中央区渡辺通2丁目4番8号（福岡小学館ビル8階）

### サンヨーアーキテック　事務所
本店：大阪府枚方市中宮大池3丁目30番1号

### ｅ-暮らし株式会社  事務所
〒464-0075 名古屋市千種区内山3丁目30番9号（nonoha千種6階） 

## 免許

### サンヨーホームズ
- 建設業許可番号: 国土交通大臣許可(特-3)第19226号
- 建築士事務所登録番号: 1級建築士事務所 大阪府知事登録(ホ)第18657号 他
- 宅地建物取引業免許番号: 国土交通大臣免許(05)第6105号

### サンヨーホームズコミュニティ
- 建設業許可番号: 大阪府知事許可（特・般－30）第149913号
- 宅地建物取引業免許番号：大阪府知事免許(02)第057517号
- マンション管理業登録：国土交通大臣(03)第063480号
- 一級建築士事務所 大阪府知事登録 (ロ)第23994号
- 高度管理医療機器等販売・貸与業許可 大阪府 第N06403号
- 警備業 大阪府公安委員会 認定第62002904号

### サンヨーリフォーム
- 建設業許可番号：国土交通大臣許可(特-28)第26529号
- 宅地建物取引業免許番号：国土交通大臣免許(1)第9472号
- 建築士事務所登録番号：1級建築士事務所 大阪府知事登録(ニ)第20219号
- 兵庫県住宅改修業者登録番号：兵住改 P06第00003号
- 解体工事業免許番号：国土交通大臣免許(特-1)第26529号

### サンヨーアーキテック
- 建設業許可番号: 大阪府知事　許可（般ー2）第155416号
- 建築士事務所登録番号:一級建築士事務所　大阪府知事登録（イ）第26033号

## 関連会社
- サンヨーリフォーム株式会社
- サンヨーホームズコミュニティ株式会社
- e-暮らし株式会社 - 中部電力との合弁会社
- Tien Phat Sanyo Homes Corporation